# Natație la Jocurile Olimpice de vară din 2024 - 400 m mixt (feminin)
Proba de înot 400 de metri mixt feminin de la Jocurile Olimpice de vară din 2024 a avut loc pe 29 iulie 2024 la Paris Aquatics Centre.

## Recorduri
Înaintea acestei competiții, recordurile mondiale și olimpice erau următoarele:
| Record  | Atlet                 | Timp    | Loc                      | Data          |
| ------- | --------------------- | ------- | ------------------------ | ------------- |
| Mondial | Summer McIntosh (CAN) | 4:24,38 | Toronto, Canada          | 16 mai 2024   |
| Olimpic | Katinka Hosszú (HUN)  | 4:26,36 | Rio de Janeiro, Brazilia | 6 august 2016 |

## Program
Orele sunt ora Franței (UTC+1) 
| Data                | Timp  | Etapă      |
| ------------------- | ----- | ---------- |
| Luni, 29 iulie 2024 | 11:00 | Calificări |
| Luni, 29 iulie 2024 | 20:30 | Finala     |

## Rezultate

### Calificări
Primele 16 înotătoare cu cei mai buni timpi au avansat în semifinale.
| Loc | Serie | Culoar | Înotător           | Țară                       | Timp    | Note |
| --- | ----- | ------ | ------------------ | -------------------------- | ------- | ---- |
| 1   | 1     | 6      | Emma Weyant        | Statele Unite ale Americii | 4:36,27 | C    |
| 2   | 1     | 4      | Katie Grimes       | Statele Unite ale Americii | 4:37,24 | C    |
| 3   | 2     | 4      | Summer McIntosh    | Canada                     | 4:37,35 | C    |
| 4   | 1     | 5      | Freya Colbert      | Marea Britanie             | 4:37,62 | C    |
| 5   | 2     | 6      | Mio Narita         | Japonia                    | 4:37,84 | C    |
| 6   | 2     | 7      | Ella Ramsay        | Australia                  | 4:39,04 | C    |
| 7   | 2     | 1      | Ellen Walshe       | Irlanda                    | 4:39,97 | C    |
| 8   | 1     | 7      | Katie Shanahan     | Marea Britanie             | 4:40,40 | C    |
| 9   | 2     | 5      | Jenna Forrester    | Australia                  | 4:40,55 |      |
| 10  | 2     | 3      | Anastasia Gorbenko | Israel                     | 4:41,64 |      |
| 11  | 1     | 1      | Ella Jansen        | Canada                     | 4:42,06 |      |
| 12  | 2     | 8      | Emma Carrasco      | Spania                     | 4:43,13 |      |
| 13  | 2     | 2      | Ageha Tanigawa     | Japonia                    | 4:43,18 |      |
| 14  | 1     | 3      | Vivien Jackl       | Ungaria                    | 4:44,47 |      |
| 15  | 1     | 2      | Sara Franceschi    | Italia                     | 4:48,89 |      |
| 16  | 1     | 8      | Anja Crevar        | Serbia                     | 4:49,16 |      |

### Finala
Rezultate finală.
| Loc | Culoar | Înotătoare      | Țară                       | Timp    | Note |
| --- | ------ | --------------- | -------------------------- | ------- | ---- |
| 1   | 3      | Summer McIntosh | Canada                     | 4:27,71 |      |
| 2   | 5      | Katie Grimes    | Statele Unite ale Americii | 4:33,40 |      |
| 3   | 4      | Emma Weyant     | Statele Unite ale Americii | 4:34,93 |      |
| 4   | 6      | Freya Colbert   | Marea Britanie             | 4:35,67 |      |
| 5   | 7      | Ella Ramsay     | Australia                  | 4:38,01 |      |
| 6   | 2      | Mio Narita      | Japonia                    | 4:38,83 |      |
| 7   | 8      | Katie Shanahan  | Marea Britanie             | 4:40,17 |      |
| 8   | 1      | Ellen Walshe    | Irlanda                    | 4:40,70 |      |